# Andreaea erythrodictyon
Andreaea erythrodictyon är en bladmossart som beskrevs av Theodor Carl Karl Julius Herzog 1909. Andreaea erythrodictyon ingår i släktet sotmossor, och familjen Andreaeaceae. Inga underarter finns listade i Catalogue of Life.